# دهانه وردفرت
دهانهٔ وردفرت (به انگلیسی: Vredefort crater) بزرگترین دهانهٔ برخوردی شناخته شده بر روی زمین است که در زمان پدید آمدن و درست پس از برخورد بیش از ۳۰۰ کیلومتر پهنا داشته است.  بازمانده‌های این دهانه امروزه در ایالت آزاد کشور آفریقای جنوبی جای گرفته و به نام شهر وردفرت، که در نزدیکی مرکز دهانهٔ برخوردی جای گرفته، نام‌گذاری شده است. هر چند خود دهانه دچار فرسودگی‌های بسیاری شده ولی ساختارهای زمین‌شناختی بازمانده در مرکز دهانه با نام‌هایی چون گنبد وردفرت یا ساختار برخوردی وردفرت شناخته می‌شود. در سال ۲۰۰۵ میلادی، نام گنبد وردفرت برای ارزش زمین‌شناختی‌اش به فهرست میراث جهانی سازمان یونسکو افزوده شد.
دهانه وردفرت به جا مانده از دوره اوروسیرین از پیشین‌زیستی دیرینه است. بر پایهٔ تخمین‌های زمین‌شناسی، این احتمال وجود دارد که ممکن است دهانهٔ اصلی تقریباً بیشتر از ۳۰۰ کیلومتر (۱۹۰ مایل) پهنا داشته باشد. عمر این دهانهٔ برخورد در حدود ۲/۰۲۳ میلیارد سال تخمین زده شده است. با وجود آنکه دهانه وردفرت در فهرست میراث جهانی ثبت شده است، با همهٔ این احوال، مقامات محلی نسبت به تخریب این دهانه به دلیل سرریز فاضلاب به رودخانه واله که در مجاورت دهانه قرار دارد ابراز نگرانی کرده‌اند.